# Alberto Junior Rodríguez
Alberto Junior Rodríguez Valdelomar (Lima, 31 maart 1984) is een Peruviaans voetballer die doorgaans als verdediger speelt. Hij verruilde  Atlético Junior in juli 2018 voor Universitario. Rodríguez debuteerde in 2003 in het Peruviaans voetbalelftal.

## Carrière
Rodríguez stroomde in 2002 door vanuit de jeugd Sporting Cristal. Hij speelde tot en met 2006 meer dan 150 competitiewedstrijden in het eerste elftal en won in die tijd vier Clausura- en Apertura-titels in de Primera División. Zijn ploeggenoten en hij wonnen in twee gevallen daarna de play-offs voor het landskampioenschap dat jaar. Rodríguez verruilde Sporting Cristal in januari 2007 voor SC Braga. Hiermee werd hij in het seizoen 2009/10 tweede in de Primeira Liga, de beste eindklassering in de clubhistorie. Dankzij dit resultaat debuteerde hij in het volgende seizoen in de Champions League. Braga en hij werden derde in de poulefase en stroomden zodoende na de winterstop door naar de Europa League. Hiervan bereikten ze de finale (1–0 verlies tegen FC Porto).
Rodríguez speelde in Portugal ook nog voor Sporting Lissabon en Rio Ave voor hij in juli 2014 transfervrij werd. Dat bleef hij tot hij acht maanden later terugkeerde bij Sporting Cristal. Hij won in 2015 opnieuw een Apertura-titel met de club. Melgar voorkwam in de play-offs dat hij zijn derde algehele landskampioenschap achter zijn naam kreeg.

## Interlandcarrière
Rodríguez debuteerde op 2 april 2003 in het Peruviaans voetbalelftal. Dat won die dag een oefeninterland thuis tegen  Chili (3–0). Rodríguez was met Peru actief op de Copa América 2007, de Copa América 2011 en de Copa América Centenario. Zijn ploeggenoten en hij werden in 2011 derde. Op de twee andere toernooien was de kwartfinale het eindstation.

## Erelijst
| Kampioen Primera División | 2x | 2002, 2005 |